# John Harding
John Alan Francis Harding (South Petherton, 10 febbraio 1896 – Nether Compton, 20 febbraio 1989) è stato un generale britannico.

## Biografia
Educato alla Ilminster Grammar School ed al King's College di Londra, Harding lasciò i propri studi per aderire alla Territorial Army nel 1914. Durante la Prima Guerra mondiale egli venne chiamato al servizio regolare come Luogotenente nel reggimento Prince Albert (Somerset Light Infantry) e assegnato al teatro mediorientale degli scontri.
Durante la Seconda Guerra mondiale, Harding fu per eccellenza il preparatore dei più importanti piani di battaglia.  Fin dall'inizio del conflitto fu in Africa settentrionale, dove progettò l'offensiva che portò alla sconfitta italiana di Sidi Barrani nel dicembre 1940 e successivamente la lunga resistenza di Tobruk, che fermò la rapida avanzata di Rommel e dell'Afrika Korps verso l'Egitto. Fu quindi alle dipendenza del generale Godwin Austen e del generale Claude Auchinleck,  he nella primavera del 1942 lo nominò responsabile dell'addestramento militare.
Durante la battaglia di El Alamein Harding fu Capo incaricato di Stato Maggiore e a partire dal gennaio 1944 fu Capo di Stato Maggiore di Alexander sul fronte italiano. Qui Harding suggerì che l'Ottava Armata venisse concentrata nel settore Cassino-Valle del Liri, mentre sul fronte dell'Adriatico doveva rimanere solo un Corpo d'Armata e la Quinta Armata con le forze francesi doveva occuparsi della testa di ponte di Anzio e del fronte sul Garigliano. Infine Harding proponeva di soprassedere agli sbarchi nella Francia meridionale, concentrando tutti gli sforzi sul fronte italiano.
Lo Stato Maggiore americano fu però contrario a questo progetto e si giunse ad una soluzione di compromesso. che portò ad un rallentamento delle operazioni in Italia dopo lo sbarco in Normandia e in occasione dell'operazione Anvil, gli sbarchi in Francia meridionale del 15 agosto 1944. Se le raccomandazioni di Harding fossero state accolte, il suo piano prevedeva anche di superare rapidamente gli Appennini e di riversarsi nella pianura padana, molto probabilmente la guerra in Italia si sarebbe conclusa diversi mesi prima. Nelle fasi finali del conflitto Harding divenne comandante del XIII corpo.
Nel 1946 succedette al generale Alexander come comandante delle forze britanniche nel Mediterraneo; nel luglio del 1947 divenne General Officer Commanding del Southern Command ed in Italia nel 1948 dove divenne Comandante in Capo al Far East Land Forces. Il 29 giugno 1947, in qualità di comandante in capo delle forze britanniche in Europa, commutò in ergastolo l'iniziale condanna a morte inflitta agli ufficiali nazisti Eberhard von Mackensen, Kurt Mälzer e Albert Kesselring.
Successivamente, nel 1951 divenne Comandante in Capo alla British Army of the Rhine. Dal 1952 al 1955 operò come Chief of the Imperial General Staff, mentre nel corso del 1953 venne nominato Feldmaresciallo.

### Cipro
Il 3 ottobre 1955, Harding venne nominato Governatore della colonia britannica di Cipro. Con questa posizione egli tentò di restaurare le relazioni dei locali con il Regno Unito cercando di negoziare sia coi Ciprioti greci sia con i Ciprioti turchi dell'isola, mentre il governo britannico si occupò di negoziare direttamente con Grecia e Turchia. Harding prese seri provvedimenti per la sicurezza a Cipro dopo che i rivoluzionari ciprioti greci si furono sollevati contro gli Inglesi il 1º aprile 1955. Harding instaurò il coprifuoco, la chiusura delle scuole, l'apertura di campi di concentramento e la prigionia a tempo indeterminato per i sospettati, senza processo, e l'imposizione della pena di morte per chi portasse armi senza autorizzazione o materiale che servisse per costruire delle bombe. Questo portò ad un profondo risentimento dei Ciprioti greci nei confronti degli Inglesi.
Harding negoziò personalmente anche con l'arcivescovo Makarios III ma senza successo, e Harding esiliò Makarios nella colonia britannica delle Seychelles. Il 21 marzo 1956 i rivoluzionari tentarono di assassinare Harding ma fallirono, dal momento che la bomba ritrovata sotto il suo letto venne scoperta prima dell'esplosione. Poco dopo Harding offrì una taglia di 10.000 sterline per la cattura di Georgios Grivas, capo del fronte rivoluzionario cipriota greco EOKA.
Criticato su ogni fronte per i metodi dittatoriali usati, Sir John Harding rinunciò al proprio incarico di governatore di Cipro dal 22 ottobre 1957 e venne rimpiazzato da Sir Hugh Foot.

### Gli ultimi anni
Al suo ritorno in Inghilterra Harding ottenne un titolo nobiliare,  fu creato Barone Harding di Petherton, si ritirò a vita privata e morì nel 1989.